# Kebnekaise
El monte Kebnekaise (del sami Giebmegáisi o Giebnegáisi) es la montaña más alta de Suecia. El macizo del Kebnekaise, que forma parte de los Alpes escandinavos, tiene dos picos, de los cuales el de más al sur alcanzaba los 2104 metros sobre el nivel del mar y está permanentemente cubierto por hielo, pero ha visto reducida su altitud 24 m por el deshielo desde la década de 1960; el de más al norte, con 2100 metros y rocoso, es actualmente el pico más alto.
El Kebnekaise se sitúa en Laponia, a unos 150 kilómetros al norte del círculo polar ártico y al oeste de Kiruna, cerca del sendero de senderismo de Kungsleden, entre Abisko y Nikkaluokta. 
En Europa, no existen montañas más altas más al norte. Desde la cima se ve territorio sueco y noruego. Se dice que el 9% del área total de Suecia es visible desde la cumbre del Kebnekaise, o sea, más de 40.000 km², aproximadamente el tamaño de los Países Bajos.